# 56e cérémonie des British Academy Television Awards
Pour la cérémonie des BAFTAs récompensant le cinéma, voir la 62e cérémonie des British Academy Film Awards.
La 56e cérémonie des British Academy Television Awards s'est déroulée en juin 2009. Elle a été organisée par la British Academy of Film and Television Arts, récompensant les programmes diffusés à la télévision britannique au cours de la saison 2008-2009.

## Palmarès

### Meilleur acteur
- Stephen Dillane - The Shooting of Thomas Hurndall (Channel 4)
  - Jason Isaacs - The Curse of Steptoe (BBC Four)
  - Ken Stott - Hancock and Joan (BBC Four)
  - Ben Whishaw - Criminal Justice (BBC One)

### Meilleure actrice
- Anna Maxwell Martin - Poppy Shakespeare (Channel 4)
  - June Brown - EastEnders (BBC One)
  - Maxine Peake - Hancock and Joan (BBC One)
  - Andrea Riseborough - Margaret Thatcher: The Long Walk to Finchley (BBC Four)

### Meilleure performance divertissante
- Harry Hill - Harry Hill's TV Burp (ITV)
  - Stephen Fry - QI (BBC One/Two)
  - Anthony McPartlin et Declan Donnelly - I'm a Celebrity... Get Me Out of Here ! (ITV)
  - Jonathan Ross - Friday Night with Jonathan Ross (BBC One)

### Meilleure performance comique
- David Mitchell - Peep Show (Channel 4)
  - Rob Brydon - Gavin and Stacey (BBC Three)
  - Sharon Horgan - Pulling (BBC Three)
  - Claire Skinner - Outnumbered (BBC One)

### Meilleure série dramatique
- Les Enquêtes de l'inspecteur Wallander (Wallander) (BBC One)
  - Doctor Who (BBC One)
  - Shameless (Channel 4)
  - MI-5 (Spooks) (BBC One)

### Meilleurserialdramatique
- Criminal Justice (BBC One)
  - Dead Set (Channel 4)
  - The Devil's Whore (Channel 4)
  - House of Saddam (BBC Two)

### Meilleur téléfilm dramatique
- White Girl (BBC Two)
  - Einstein and Eddington (BBC Two)
  - Hancock and Joan (BBC Four)
  - The Shooting of Thomas Hurndall (Channel 4)

### Meilleure suite dramatique
- The Bill (ITV)
  - Casualty (BBC One)
  - EastEnders (BBC One)
  - Emmerdale (ITV)

### Meilleure série basée sur des faits
- Amazon with Bruce Parry (BBC Two)
  - Blood, Sweat and T-shirts (BBC Three)
  - The Family (Channel 4)
  - Ross Kemp in Afghanistan (Sky One)

### Meilleure émission de divertissement
- The X Factor (ITV)
  - The Friday/Sunday Night Project (Channel 4)
  - Harry Hill's TV Burp (ITV)
  - QI (BBC One/Two)

### Meilleure sitcom
- The IT Crowd (Channel 4)
  - The Inbetweeners (Channel 4)
  - Outnumbered (BBC One)
  - Peep Show (Channel 4)

### Meilleure émission comique
- Harry and Paul (BBC One)
  - The Peter Serafinowicz Show (BBC Two)
  - Star Stories (Channel 4)
  - That Mitchell and Webb Look (BBC Two)

### Meilleur documentaire
- Chosen (Channel 4)
  - A Boy Called Alex (Channel 4)
  - The Fallen (BBC Two)
  - Thriller in Manila (More4)

### Meilleure chronique
- The Choir: Boys Don't Sing (BBC Two)
  - The Apprentice (BBC One)
  - Celebrity Masterchef (cuisine) (BBC One)
  - Top Gear (automobile) (BBC Two)

### Meilleure série internationale
- Mad Men (AMC/BBC Four)
  - The Daily Show (Comedy Central/More4)
  - Dexter (Showtime/ITV)
  - Sur écoute (The Wire) (HBO/FX)

### Meilleure émission spécialisée
- Life in Cold Blood (BBC One)
  - Blood and Guts: A History of Surgery (BBC Four)
  - Lost Land of the Jaguar (BBC One)
  - Stephen Fry and the Gutenberg Press: The Machine That Made Us (BBC Four)

### Meilleure émission de reportage
- Dispatches - Saving Africa's Witch Children (Channel 4)
  - Dispatches - Mum Loves Drugs, Not Me (Channel 4)
  - Panorama - Omagh: What the Police Were Never Told (BBC One)
  - Ross Kemp: A Kenya Special (Sky One)

### Meilleur reportage d'information
- News at Ten - Séisme de 2008 du Sichuan (ITN for ITV)
  - Channel 4 News (ITN for Channel 4)
  - Sky News - John Darwin (Sky News)
  - Sky News - Attaques de novembre 2008 à Bombay (Sky News)

### Meilleure émission sportive
- ITV F1 - Grand Prix automobile du Brésil 2008 (ITV)
  - Cheltenham Gold Cup - Denman vs Kauto Star (hippisme) (Channel 4)
  - Jeux olympiques d'été de 2008 - (BBC One)
  - Tournoi de Wimbledon 2008 - Finale Hommes (BBC One)

### Meilleure interactivité
- Embarrassing Bodies Online (Channel 4)
  - Bryony Makes a Zombie Movie (BBC Three)
  - Merlin (BBC One)
  - Jeux olympiques d'été de 2008

### Phillips Audience Award
- Skins (E4)
  - The Apprentice (BBC One)
  - Coronation Street (ITV)
  - Outnumbered (BBC One)
  - Wallander (BBC One)
  - The X Factor (ITV)

### BAFTA Fellowship
- Dawn French et Jennifer Saunders[1]